# Sainte-Marie-aux-Mines
Sainte-Marie-aux-Mines (Duits: Markirch) is een gemeente in het Franse departement Haut-Rhin (regio Grand Est). De plaats maakt deel uit van het arrondissement Colmar-Ribeauvillé. De oude Duitse naam is Markirch; deze naam werd ook tijdens recente Duitse annexaties of bezettingen gebruikt. De gemeente telde 4.945 inwoners op 1 januari 2022.

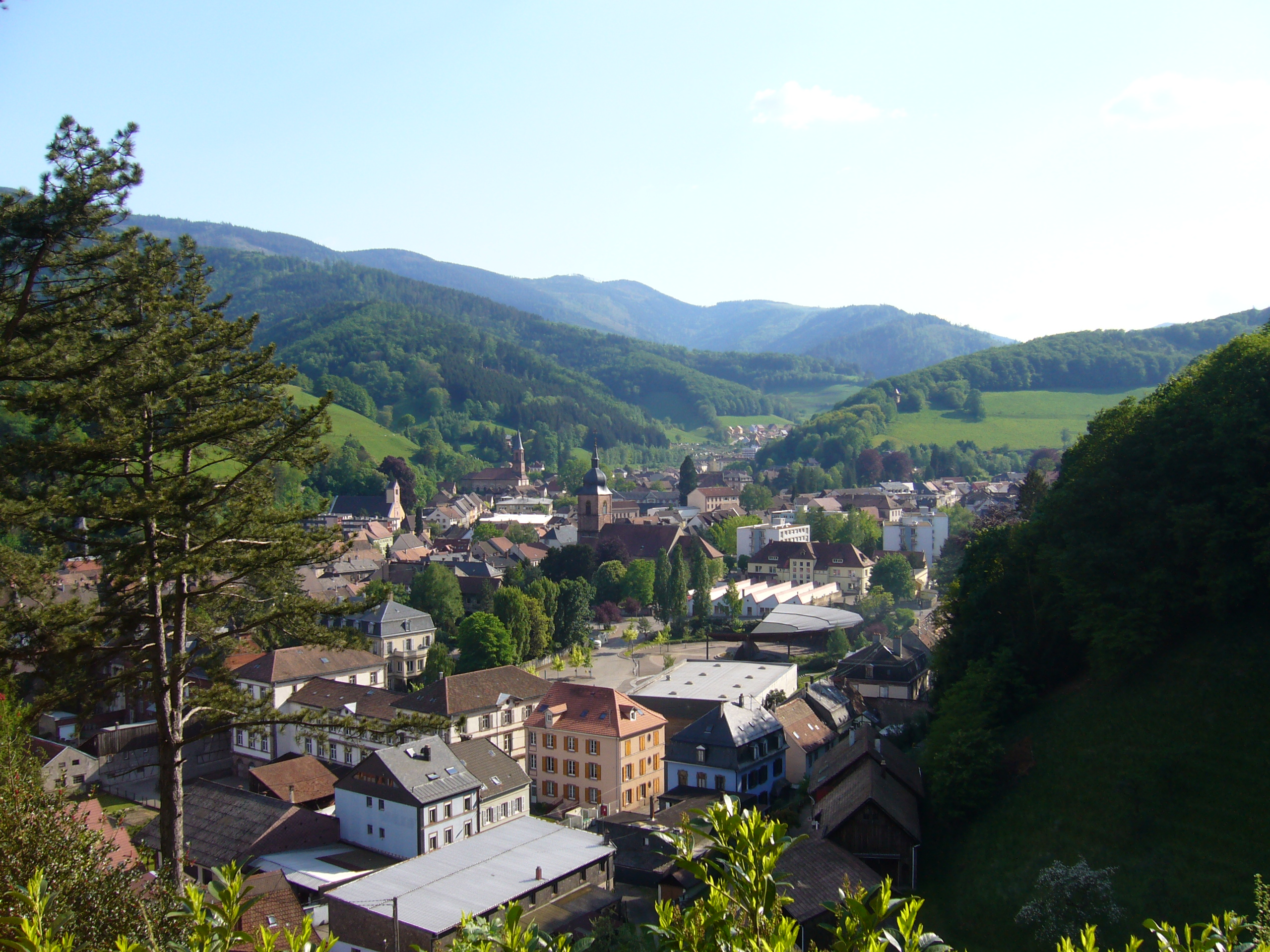
Sainte-Marie-aux-Mines

Het stadje heeft zijn naam te danken aan de vele mijnen in de directe omgeving. Er zitten vele mineralen in de grond maar de individuele hoeveelheden zijn te klein om deze uit de grond te halen. Zilver heeft echter een grote aantrekkingskracht en de Romeinen zijn hier gestart met de eerste delvingen. Dit deden zij door de berghellingen af te zoeken naar tekenen van zilver, en hierna werd de zilverader gevolgd de berg in. Het gesteente is echter zo hard dat ze elke dag slechts 1 cm opschoten. 500 jaar geleden kwam er een einde aan de grote delvingen. Er was namelijk zo huisgehouden dat de bergen totaal ontbost waren en er geen brandstof meer was om het zilver van het steen te scheiden. Er is later altijd sprake geweest van mijndelving echter op een zeer kleine schaal. Inmiddels zijn de berghellingen weer volledig hersteld en wordt de omgeving gekenmerkt door de bebossing.

## Geografie
De oppervlakte van Sainte-Marie-aux-Mines bedroeg op 1 januari 2022 45,23 vierkante kilometer; de bevolkingsdichtheid was toen 109,3 inwoners per km².

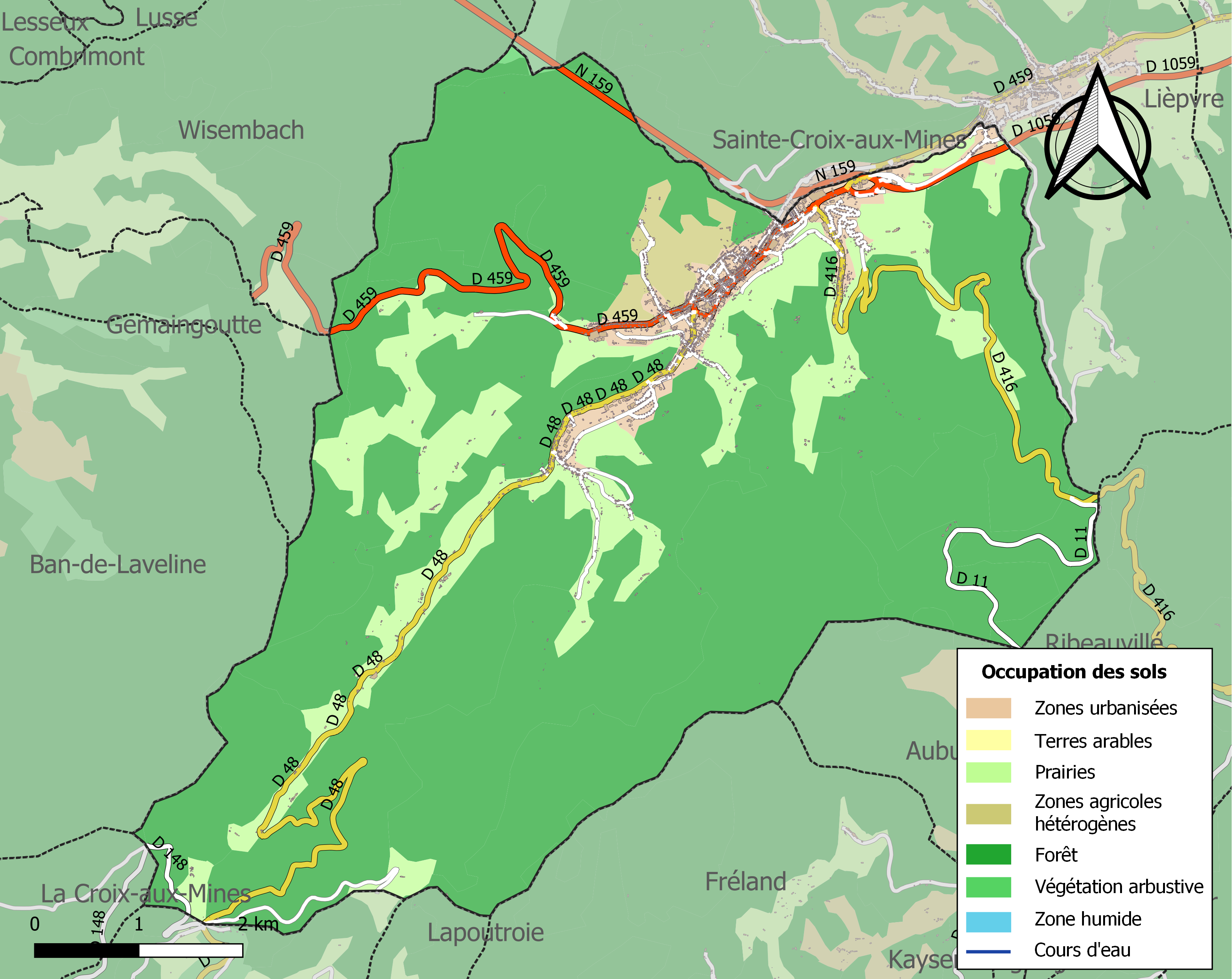
Kaart van de gemeente met de belangrijkste infrastructuur, bodemgebruik en omliggende gemeenten

## Demografie
Onderstaande figuur toont het verloop van het inwonertal (bron: INSEE-tellingen).